# Prothemus nigripennis
Prothemus nigripennis es una especie de coleóptero de la familia Cantharidae.

## Distribución geográfica
Habita en Vietnam.